# One Survivor Remembers
Pour plus de détails, voir Fiche technique et Distribution.
One Survivor Remembers est un court métrage américain réalisé par Kary Antholis (en) et sorti en 1995, dans lequel Gerda Weissmann Klein, une survivante de l'holocauste, raconte son histoire en tant que déportée avec la perte de ses parents, frères et amis, et de tous ses biens.
Le film a reçu l'Oscar du meilleur court métrage documentaire lors de la 68e cérémonie des Oscars.

## Fiche technique
- Réalisation : Kary Antholis (en)
- Scénario : d'après le livre de Gerda Weissmann Klein
- Durée : 39 minutes
- Date de sortie : 
  - États-Unis : 7 mai 1995

## Distribution
- Gerda Weissmann Klein : elle-même
- Peter Thomas : narrateur

## Nominations et récompenses
- 1996 : Oscar du meilleur court métrage documentaire[1].